# Mista (futebolista)
Miguel Ángel Ferrer Martínez (Caravaca de la Cruz, 12 de novembro de 1978), mais conhecido como Mista, é um treinador e ex-futebolista espanhol que atuava como centroavante. Atualmente está sem clube.

## Carreira como jogador
Formado nas categorias de base do Real Madrid, defendeu o Castilla em uma temporada, mas nunca chegou a atuar pela equipe principal. Passou por vários clubes espanhóis, como Tenerife, Valencia, Atlético de Madrid e Deportivo La Coruña. Sua última equipe foi o Toronto, do Canadá.

### Seleção Nacional
Representando a Espanha, Mista passou pelas categorias Sub-17, Sub-18 e Sub-21, mas só atuou em duas partidas pela Seleção Espanhola principal, ambas em 2005.

## Títulos

### Como jogador
Valencia
- La Liga: 2001–02 e 2003–04
- Copa da UEFA: 2003–04
- Supercopa da UEFA: 2004

Atlético de Madrid
- Copa Intertoto da UEFA: 2007

Deportivo La Coruña
- Copa Intertoto da UEFA: 2008

### Prêmios individuais
- Melhor jogador da final da Copa da UEFA: 2003–04